# Генріх Вальтер
Генріх Карл Вальтер (нім. Heinrich Karl Walter; 21 жовтня 1898 — 15 жовтня 1989) — німецький (емігрував з Росії у 1918 році) еколог, геоботанік, професор (1939) і директор Ботанічного інституту в Штутгарті. Автор відомого методу «клімадіаграм».

## Біографія
Вальтер, син лікаря, народився в Одесі. Навчався в Одеському університеті з 1915 по 1917 рік. У 1918 році він переїхав до університету Тарту. У 1919 році він навчався в університеті Єни, разом з Ернстом Шталем і Вільямом Детмером, де він здобув докторський ступінь. У 1920 році він працював у НДІ сільського господарства в Галле, а потім як асистент Людвіга Йоста в Гайдельберзькому університеті.
1923-го Вальтер працював лектором в університеті, став ад'юнкт-професором ботаніки в 1927 році. У 1924 році він одружився з дочкою ботаніка Генріха Шенка, Ерною Вальтер, яка також здобула докторський ступінь з ботаніки від університету Гейдельберга (1918) і була науковим співробітником Людвіга Йоста. У наступні роки Вальтер здобув стипендію Рокфеллера (1929—1930) для розвідки пустельних рослин з американським ботаніком Форрестом Шревом в Тусоні, штат Аризона, а також з екологом рослин Джоном Ернестом Вівером в Лінкольні, Небраска. У 1939 році Вальтер став директором Ботанічного інституту Технологічного інституту (нині Університет) у Штутгарті. З 1933 по 1934 рік, а потім з 1937 по 1938, Вальтер їздив Східною і Західною Африкою.
У 1941 році він став штатним професором в Державному університеті в Познані. Працював у Києві, де керував Інститутом ботаніки (разом із Юрієм Клеоповим). Влітку 1942-го приїхав до Криму. Під час німецької окупації (1942) був куратором Нікітського Ботанічного саду та охороняв його від впливу війни. Намагався забезпечити постачання їжі для співробітників, з котрими встиг познайомитися. Обговорював науково-дослідні проекти, встиг прийняти візит короля Румунії Міхая I, за що отримав Орден Михая Хороброго. У той час унікальний гербарій саду було вивезено до Польщі. В серпні вирушив на Північний Кавказ. Його спроби організувати там дослідження мали, звичайно, тимчасовий успіх.
За матеріалами, зібраними в Криму, видав книгу. Метою її було ще до завершення боїв у Криму обробити обширний науковий матеріал, що був у доступній російській літературі, насамперед у публікаціях Ботанічного саду і науково-дослідного інституту в Нікіті, і в стислій формі зробити його доступним німецькому читачеві.
У 1945 році він працював на кафедрі ботаніки аграрного університету Штутгарта, де Вальтер і вийшов на пенсію, ставши почесним професором у 1966 році. З 1951 по 1955 він був запрошеним професором ботаніки в університеті Анкари, Туреччині. У 1953—1954 роках здійснив ще одну експедицію до Африки, разом зі своєю дружиною, завдяки чому з'явилася робота «нім. Prodromus einer Flora von Südwestafrika». Дослідження проводилися у пустелях Наміб та Калахарі. 1968-го сім'я Вальтерів засновує фундацію Stuttgarter AFW Schimper-Stiftung.
Генріх Вальтер дістав схвальні відгуки через співпрацю з Гельмутом Літом в опублікованій роботі «англ. Climate Chart World Atlas» (1960—1967). Мемуари Вальтера (Сповідь Еколога, англ. Confessions of an Ecologist, 1980) є вражаючим документом часу і водночас інформативним джерелом для історії науки. У заключній главі цієї книги науковець торкається відносин науки і мистецтва і дає висновок щодо основних питань наукової роботи. Науковець був членом, зокрема, Всесвітньої академії мистецтв і наук та Австрійської академії наук.
Генріх Вальтер помер у Штутгарті у 1989 році.

## Праці
- Walter H. Bekenntnisse eines Okologen. 2, erganzte Auflage. Gustav Fischer Verlag. Stuttgart. New York, 1981
- Walter H. Die Vegetation der Erde in ökologischer Betrachtung. Jena: G. Fischer, 1962—1968; Bd 1. Die tropischen und subtropischen Zonen — 1962.; Bd 2. Gemässigten und arktischen Zonen. — 1968.(нім.)
- Walter H. Vegetation und Klimazonen: Grundriss der globalen Ökologie. 5., überarb. erg. Aufl. — Stuttgart: Ulmer, 1984.(нім.)
- Walter H., Harnickell E., Mueller-Dombois D. Climate-diagram maps of the individual continents and the ecological climatic regions of the earth: supplement to the Vegetation monographs. — Berlin; N. Y.: Springer-Verlag, 1975.(англ.)
- Einführung in die allgemeine Pflanzengeographie Deutschlands (1927) (нім.)
- Die Hydratur der Pflanze und ihre physiologisch-ökologische Bedeutung (1931)) (нім.)
- Die Vegetation Osteuropas (1942;1943)) (нім.)
- Das Gesetz der relativen Standortskonstanz; das Wesen der Pflanzengemeinschaften (mit F. Walter, 1953)) (нім.)
- Grundlagen der Weidewirtschaft in Südwestafrika [Архівовано 14 лютого 2016 у Wayback Machine.] (mit O. H. Volk, 1954)) (нім.)
- Vegetation der Erde. 2 Bände (1962—1973)) (нім.)
- Das Pampaproblem und seine Lösung (1966)) (нім.)
- Die Hydratation und die Hydratur des Protoplasmas der Pflanzen (mit K. H. Kreeb, 1970)) (нім.)
- Walter H. Allgemeine Geobotanik. Eine kurze Einführung. Verlag Eugen Ulmer Stuttgart. (1973, 1979) (нім.)
- Vegetation Osteuropas, Nord- und Zentralasiens (1974)) (нім.)
- Ökologie der Erde 4 Bände (mit S.-W. Breckle, 1983—1991)) (нім.)
- Bekenntnisse eines Ökologen (1989)) (нім.)
- Vegetationszonen und Klima. EUV, Stuttgart 1979. 6. Aufl. 1990) (нім.)
- Climate Chart World Atlas in three deliveries with about 8,000 climate stations (about 9000 diagrams). Fischer, Jena from 1960 to 1967.(англ.)
- Vegetation of the Earth and Ecological Systems of the Geo-biosphere. New York: Springer-Verlag. 1979. ISBN 978-3540137481(англ.)
- Confessions of an Ecologist. -Experienced in eight decades and on research trips in all continents with conclusions. Fischer, Stuttgart 1980. 6 1989 edition, ISBN 3-437-30605-7 .(англ.)
- Vegetation and Climates: Plan of global ecology. Ulmer, Stuttgart 1999, ISBN 3-8252-0014-0(англ.)